# Rang-du-Fliers
Rang-du-Fliers is een gemeente in het Franse departement Pas-de-Calais (regio Hauts-de-France). De plaats maakt deel uit van het arrondissement Montreuil. Rang-du-Fliers telde op 1 januari 2022 4.339 inwoners.

## Geografie
De oppervlakte van Rang-du-Fliers bedroeg op 1 januari 2022 10,47 vierkante kilometer; de bevolkingsdichtheid was toen 414,4 inwoners per km².

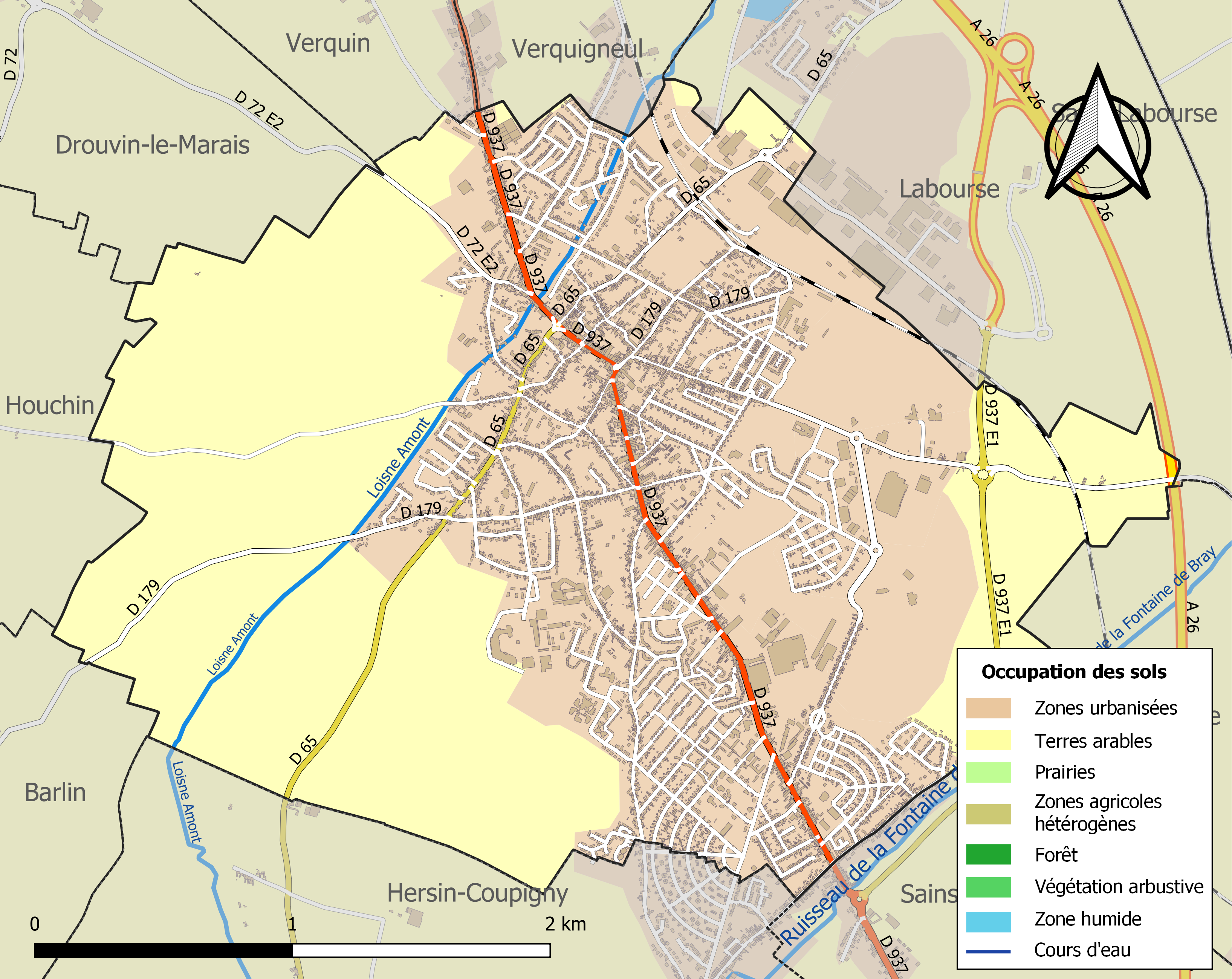
Kaart van de gemeente met belangrijkste infrastructuur, bodemgebruik en omliggende gemeenten

## Verkeer en vervoer
In de gemeente ligt spoorwegstation Rang-du-Fliers-Verton.

## Demografie
Onderstaande figuur toont het verloop van het inwonertal (bron: INSEE-tellingen).

## Geboren
- Micheline Ostermeyer (1922-2001), Frans atlete en pianiste